# Gwadar
Gwadar (beludżi/urdu: گوادر) – miasto portowe w południowo-zachodniej pakistańskiej prowincji Beludżystan. Gwadar ma lokalizację strategiczną: w Zatoce Omańskiej, w pobliżu Zatoki Perskiej.
W 1783 przyłączony do Omanu. W 1958 Pakistan odkupił miasto od sułtana Omanu.

## Pozostałe informacje
25 września 2013 roku w wyniku trzęsienia ziemi z dna podniosła się mała wyspa o długości ok. 90 metrów. Pod wyspą znajduje się złoże metanu.